# دودلي برايس
دودلي برايس (بالإنجليزية: Dudley Price)‏ (17 نوفمبر 1931 بسوانزي في المملكة المتحدة - ) هو مدرب كرة قدم ولاعب كرة قدم بريطاني في مركز مهاجم داخلي. لعب مع برادفورد سيتي وسوانزي سيتي ونادي ساوثيند يونايتد وهال سيتي ونادي ميرثير تيدفيل ‏.